# 雅各布·哈纳克
雅各布·哈纳克（捷克語：Jakub Hanák，1983年3月26日—），捷克男子赛艇运动员。他曾代表捷克参加2004年和2008年夏季奥林匹克运动会赛艇比赛，其中2004年奥运会获得一枚银牌。